# Algèbre d'un groupe fini
Pour les articles homonymes, voir Algèbre (homonymie).
En mathématiques, l'algèbre d'un groupe fini est un cas particulier d'algèbre d'un monoïde qui s'inscrit dans le cadre de la théorie des représentations d'un groupe fini.
Une algèbre d'un groupe fini est la donnée d'un groupe fini, d'un espace vectoriel de dimension l'ordre du groupe et d'une base (de cet espace vectoriel) indexée par le groupe. La multiplication des éléments de la base est obtenue par la composition des index à l'aide de la loi du groupe, elle est prolongée sur toute la structure par linéarité. Une telle structure est une algèbre semi-simple, elle dispose de toute une théorie dont le théorème d'Artin-Wedderburn est le pilier.
Cette approche apporte un nouvel angle d'analyse pour la représentation des groupes. Elle permet d'établir par exemple, le théorème de réciprocité de Frobenius, celui d'Artin ou par exemple le théorème de Brauer sur les caractères induits (en).

## Introduction

### Nature de la démarche
L'objectif est l'étude des représentations d'un groupe fini G sous un angle particulier. Dans un premier temps, une unique représentation est étudiée, la représentation régulière. L'ensemble de départ est linéarisé, c’est-à-dire qu'il est identifié à l'espace vectoriel sur le corps K de la représentation, le groupe devenant la base canonique de l'espace. Le morphisme de groupes de G dans le groupe linéaire de l'espace vectoriel est prolongé par linéarité. On obtient une structure d'algèbre associative sur un corps commutatif, noté K[G] (pour les notations, voir l'article polynôme en plusieurs indéterminées). Avec les caractères, cette approche est l'un des deux piliers de la théorie des représentations.
Le théorème de Maschke démontre que si l'ordre du groupe n'est pas un multiple de la caractéristique du corps K, l'algèbre est semi-simple. Cette structure, objet d'une vaste théorie, permet la démonstration de résultats variés grâce à ses nombreux théorèmes. L'un des plus importants est sans doute celui d'Artin-Wedderburn, il indique que si le polynôme Xg – 1 est scindé, l'algèbre est isomorphe à une somme directe d'algèbres des endomorphismes sur des K-espaces vectoriels de dimensions finies. Ici g désigne l'ordre du groupe.
L'algèbre d'un groupe opère sur toutes les représentations, il suffit de prolonger le morphisme de groupes par linéarité. On obtient une structure de module où l'anneau K[G] opère sur l'espace vectoriel de la représentation. Une telle structure se nomme G-module. Il existe une équivalence stricte entre la notion de G-module et celle de représentation de G.

### Applications
L'essentiel des premiers résultats de la théorie des représentations est une conséquence directe des propriétés générales des algèbres semi-simples. On peut démontrer le caractère fini du nombre de représentations irréductibles, ou l'égalité entre l'ordre du groupe et la somme des carrés des dimensions des représentations irréductibles. Il est vrai que ces propriétés se démontrent souvent facilement à l'aide des caractères, sans l'adjonction d'une théorie riche mais parfois complexe. En revanche, certains de ces résultats se démontrent de manière plus aisée avec une approche par les algèbres semi-simples, c'est le cas du critère de réciprocité de Frobenius.
Il existe des éléments propres aux algèbres qui sont indispensables à la théorie des représentations. Le centre de l'algèbre K[G] est naturellement une extension abélienne commutative du corps K. Il est possible d'utiliser la notion d'entier algébrique. Cette remarque permet d'introduire une arithmétique, qui s'avère incontournable. Elle est utilisée dans cet article pour démontrer que toute représentation irréductible possède un degré divisant l'ordre du groupe.
Dans le cas où g est un multiple de la caractéristique du groupe, la propriété fondamentale des caractères, à savoir l'aspect orthonormal des caractères irréductibles disparait. L'algèbre du groupe perd aussi sa semi-simplicité. En revanche la théorie des  anneaux semi-simples et particulièrement le concept de radical de Jacobson permet d'élucider la nature des représentations.

## Définitions

### Algèbre d'un groupe
Les notations et hypothèses suivantes sont utilisées dans tout l'article :
- G désigne un groupe fini noté multiplicativement, son élément neutre est noté 1 et son ordre g ;
- K est un corps dont la caractéristique ne divise pas g, et sur lequel le polynôme Xg – 1 est scindé (ou même seulement le polynôme Xe – 1, où e désigne l'exposant de G).
- KG désigne l'espace vectoriel des applications de G dans K. Sa base canonique est la famille (δs)s∊G, où δs(t) vaut 1 pour t = s et vaut 0 pour les autres t ∈ G.

La K-algèbre du groupe G, notée K[G], est définie en munissant l'espace vectoriel KG du produit de convolution ∗, décrit par :
ou encore :
Cette multiplication interne prolonge la loi du groupe au sens où δs∗δt = δst.

### G-module
- Un module sur l'algèbre K[G] est appelé un G-module.

On dispose alors d'un dictionnaire complet entre représentations de G et G-modules.
En particulier :
- Les modules simples correspondent aux représentations irréductibles.
- Si V1 et V2 sont deux G-modules, la K-algèbre des morphismes de G-modules de V1 dans V2 est l'algèbre des morphismes entre les deux représentations correspondantes. Elle sera notée homKG(V1, V2).

D'après le théorème de Maschke :
- Si l'ordre du groupe n'est pas un multiple de la caractéristique du corps K, alors tout G-module est semi-simple, c'est-à-dire somme directe de modules simples. Autrement dit : K[G] est une algèbre semi-simple.

## Propriétés

### Centre de l'algèbre
Il résulte de la définition du produit dans l'anneau K[G] que son centre est constitué des applications de G dans K qui sont centrales, c'est-à-dire constantes sur chaque classe de conjugaison. Ce sous-espace vectoriel de KG a donc pour base canonique la famille (1c)c∊C des fonctions indicatrices de ces classes de conjugaison (une telle indicatrice se décompose dans la base canonique de KG en : 1c = ∑s∊cδs).

On démontre par ailleurs que pour la forme bilinéaire symétrique non dégénérée sur KG définie par
- les caractères irréductibles forment une base orthonormée du sous-espace des fonctions centrales.

Il en résulte (en considérant la dimension de ce sous-espace) :
- Le nombre de caractères irréductibles est égal au nombre h de classes de conjugaison du groupe.

Le groupe n'a donc sur K (à équivalence près) que h représentations irréductibles (S1, ρ1), … (Sh, ρh), dont les caractères χ1, ..., χh forment une base de l'espace des fonctions centrales.

### Théorème d'Artin-Wedderburn
Avec les notations du paragraphe précédent, on démontre directement le théorème fondamental suivant :
- L'algèbre K[G] est isomorphe à la somme directe des algèbres LK(Si) d'endomorphismes des K-espaces vectoriels Si sous-jacents aux h représentations irréductibles de G :{\displaystyle K[G]\;\simeq \;\bigoplus _{i=1}^{h}\mathrm {L} _{K}(S_{i}).}Une manière plus savante d'arriver au même résultat est d'utiliser le théorème d'Artin-Wedderburn pour les algèbres semi-simples de dimension finie.

- Puisque l'espace vectoriel sous-jacent à K[G] est KG on a donc, en notant di la dimension de l'espace Si, l'égalité d'entiers :{\displaystyle g=\sum _{i=1}^{h}d_{i}^{2}.}(Dans l'article Représentation régulière, cette identité remarquable est démontrée seulement modulo la caractéristique de K.)
- Un élément {\displaystyle f} de K[G] appartient au centre si et seulement si chacune de ses composantes est une homothétie. De plus, l'étude des fonctions centrales montre que le rapport λi de l'homothétie  sur Si vaut alors :{\displaystyle \lambda _{i}={\frac {1}{d_{i}}}\sum _{s\in G}f(s)\chi _{i}(s).}

### Représentation régulière
La représentation régulière λ de G est celle qui correspond, via le « dictionnaire » mentionné précédemment, à la structure naturelle de K[G]-module à gauche de l'algèbre K[G]. Grâce à la décomposition ci-dessus de cette algèbre on a donc :
- La représentation régulière est équivalente à la somme directe des représentations irréductibles ρi répétées chacune un nombre de fois égal à son degré di :

Autrement dit, les composantes isotypiques du module semi-simple associé à λ sont les

### Orthogonalité
La complémentarité des deux approches, par les caractères et par l'algèbre du groupe, s'applique aussi sur les propriétés d'orthogonalité. Soient (V1, ρ1) et (V2, ρ2) deux représentations de G.
- Si  χ1 et χ2 désignent les caractères de ρ1 et ρ2 et si les représentations (V1, ρ1) et (V2, ρ2) sont considérées comme des G-modules, alors l'égalité suivante est vérifiée dans K :

## Applications

### Réciprocité de Frobenius
Un bon exemple d'utilisation de la structure d'algèbre de groupe est donné par le critère de réciprocité de Frobenius. Il concerne un mode de construction de G-module appelé représentation induite. Soit H un sous-groupe de G et W un K[H]-module. Alors la structure suivante est le G-module induit par W :
La représentation induite correspond, à une extension des scalaires K[H] à l'anneau K[G] sur le H-module W. Dans le cas où H est un sous-groupe normal de G, le G-module induit est l'équivalent d'un produit semi-direct.
Le critère de réciprocité de Frobenius est une méthode simple pour calculer le produit hermitien du caractère d'un module induit. Si  ψ désigne le caractère de la représentation θ issus du H-module W et χ celui d'une représentation ρ de G, si Ind ψ désigne le caractère d'une représentation induite, c’est-à-dire la représentation associée au module induit et Res χ le caractère de la restriction de ρ à H, alors :
Elle se démontre en établissant un isomorphisme entre les deux structures de morphismes de K-algèbre associée, l'égalité des dimensions permet de conclure.

### Entier algébrique
- Soit u un élément du centre de K[G] dont toutes les coordonnées — dans la base canonique (1c)c∈C — sont entières sur ℤ, alors u est entier sur ℤ.

Pour le prouver, on démontre que le ℤ-module de type fini engendré par les 1c est en fait une ℤ-algèbre.
Avec les notations des paragraphes précédents, on en déduit :
- Soit u un élément du centre de K[G] dont toutes les coordonnées sont entières sur ℤ, alors l'élément suivant de K est entier sur ℤ.

En effet, d'après le paragraphe « Théorème d'Artin-Wedderburn », ce nombre est le rapport de l'homothétie ρi(u) sur Si. D'après la proposition précédente, cette homothétie est un élément entier sur ℤ, donc son rapport aussi car l'application qui à une homothétie associe son rapport est un morphisme d'algèbres.
Lorsque K est de caractéristique nulle, on peut en déduire la propriété suivante (qui est en fait vraie en caractéristique quelconque)[réf. souhaitée] :
- Le degré di d'une représentation irréductible divise l'ordre g du groupe.

### Groupe abélien
Si le groupe fini G est abélien, son groupe dual est fini et isomorphe (non canoniquement) à G. On possède alors tous les outils de l'analyse harmonique sur l'algèbre du groupe (à coefficients complexes). On définit une transformée de Fourier et un produit de convolution, et les théorèmes comme l'égalité de Parseval, le théorème de Plancherel ou la dualité de Pontryagin s'appliquent.
De nombreux théorèmes classiques se réinterprètent en termes d'analyse harmonique sur un groupe abélien fini ; on peut citer en arithmétique la constitution d'outils comme le symbole de Legendre, les sommes de Gauss utilisées pour la démonstration de la loi de réciprocité quadratique ou pour le calcul des périodes de Gauss et la recherche des racines des polynômes cyclotomiques.